# Kreuzkapelle (Kransberg)

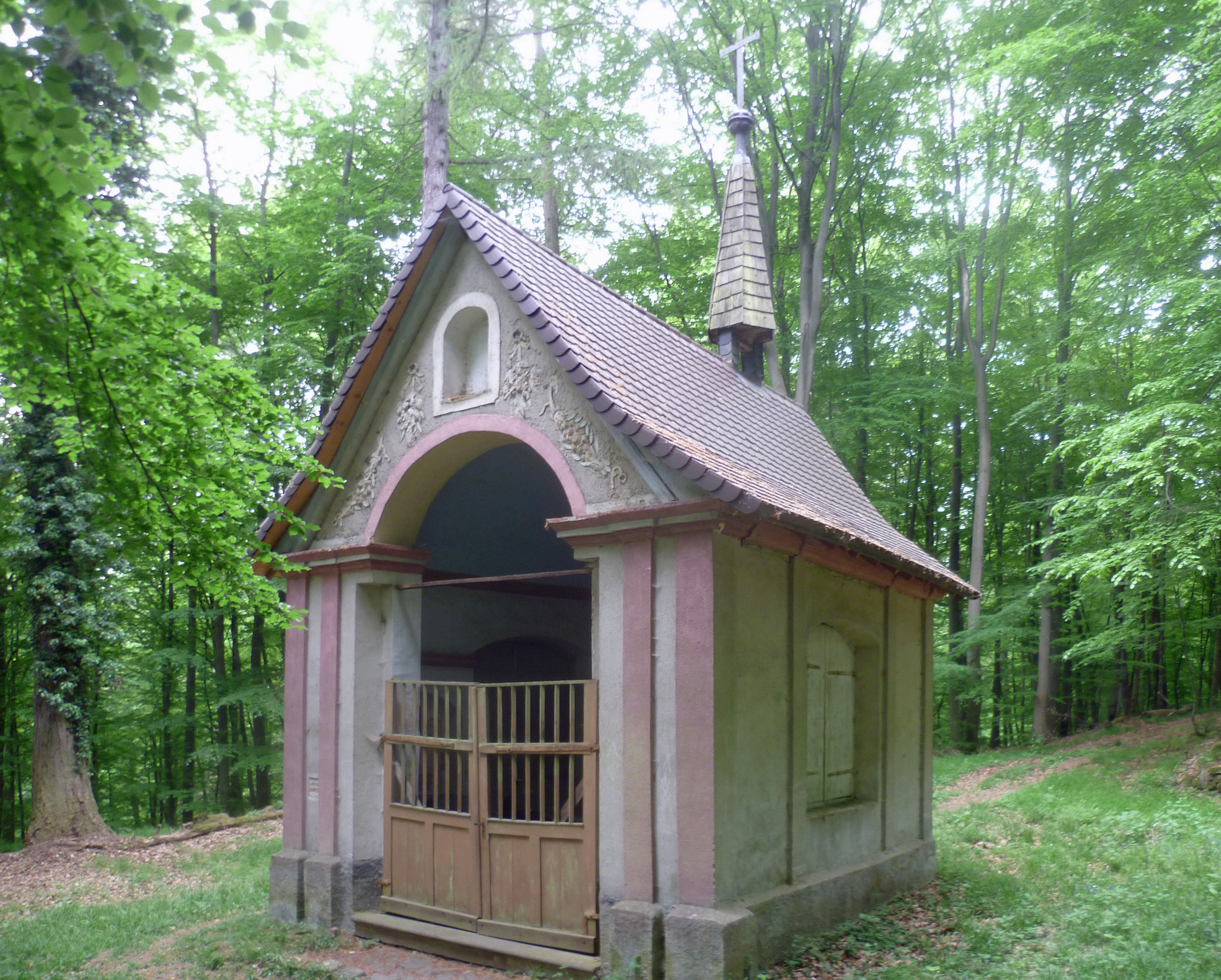
Die Kreuzkapelle bei Kransberg

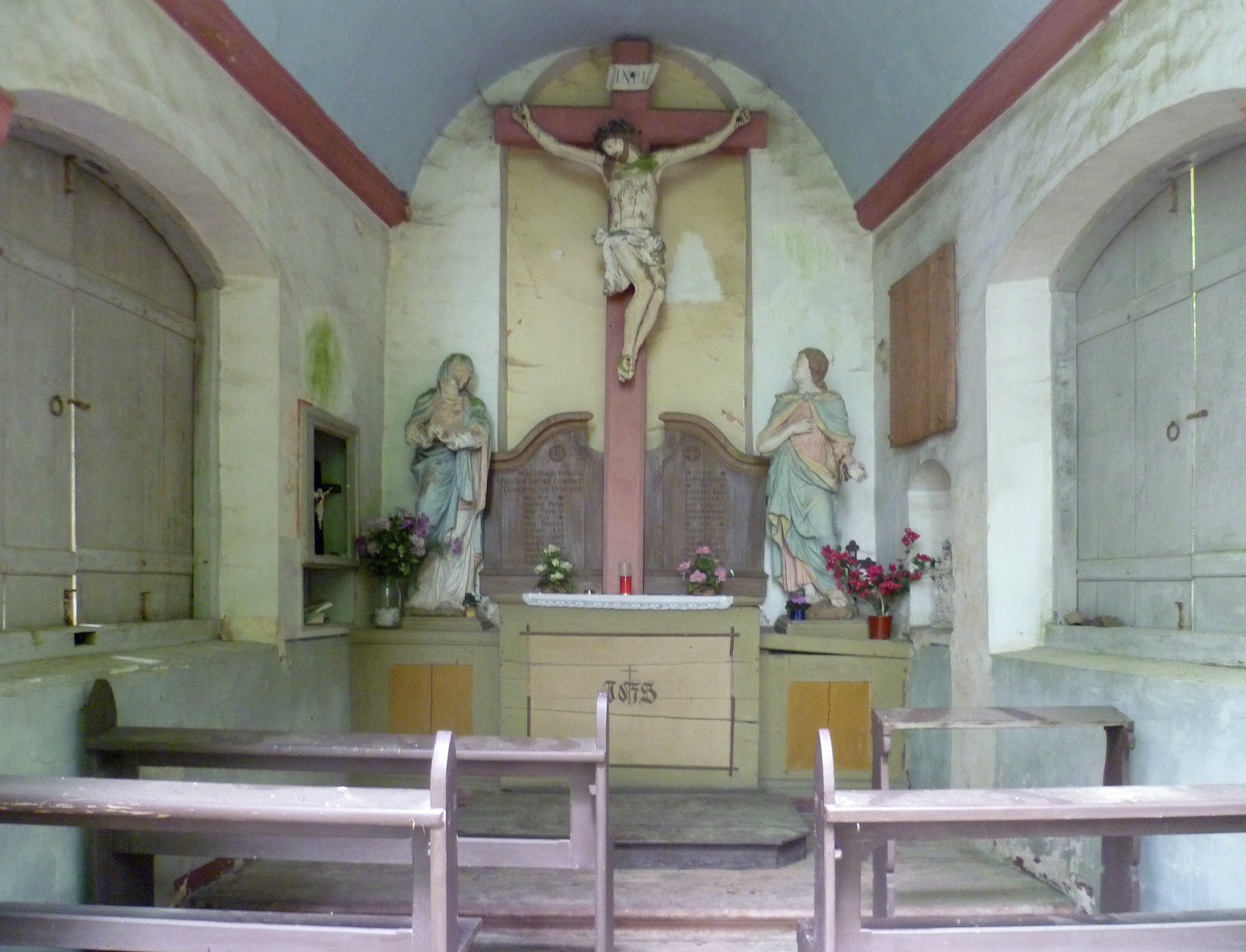
Innenansicht der Kapelle

Die Kreuzkapelle bei Kransberg, einem Ortsteil von Usingen im Taunus, liegt etwa 750 Meter südwestlich der Ortschaft auf einer Lichtung im Wald an der Flanke des Berges Kuhardt und oberhalb von Schloss Kransberg.

## Geschichte
An der Stelle der Kapelle stand früher ein Kreuz, das bei Begehungen der „Mörler Mark“ erwähnt wird. Gemäß der Notiz des Lehrers Junker in der Schulchronik von 1852 wurde die Kapelle kurz vor der Renovierung des Schlosses im Jahr 1700 errichtet. Anlässlich einer Dachsanierung bestätigte sich das Entstehungsjahr 1699. Man fand eine Kupferplatte, welche diese Jahreszahl aufwies. Errichtet wurde die Kapelle von Graf Casimir Ferdinand Adolph von Bassenheim kurz vor seinem Tod als Privatkapelle. Die Bauausführung wird Benedikt Burtscher zugeschrieben, die Pläne wurden zwischen 1706 und 1710 im Werk Novum Architecturae speculum von Nikolaus Person unter dem Titel Sacellum S. Crucis in medio Amphitheatri devotionis perspicuum Crasbergis veröffentlicht. Die Kapelle steht auf einem zu diesem Zweck geschaffenen runden Plateau, welches einseitig durch eine Steinmauer gefasst wird. Der Eingang der Kapelle wurde von Anfang an durch eine Hainbuchenallee erschlossen. Diese wird regelmäßig durch Ergänzungspflanzungen erhalten und ist als Naturdenkmal geschützt (siehe Liste der Naturdenkmale in Usingen#Hainbuchenallee). Die Kapelle ist auf einem trapezförmigen Grundriss erbaut. Die Maße betragen an der Front 4,34 Meter, an der Rückseite 2,95 und an den Seiten 4,68 Meter.
Die katholische Kirchengemeinde Kransberg übernahm im Laufe der Jahrhunderte immer wieder die Kosten für Reparaturen, obwohl sie niemals Eigentümer war. Alle Anträge bei den verschiedenen Regierungen, wie Nassauische Domänenverwaltung, an welche die Familie von Bassenheim ihre Güter in Kransberg verkaufte, oder die preußische Staatsregierung, diese Kapelle der Kirchengemeinde Kransberg zu übereignen, wurden abschlägig beschieden. Sie ist auch heute nicht im Besitz der Kirche von Kransberg.
1851 wurden umfangreiche Reparaturarbeiten an der Kapelle durchgeführt. Graf Hugo von Bassenheim finanzierte einen Teil der Arbeiten, weiteres Geld kam durch die Kollekte ein. Bischof Joseph Blum weihte am 14. September 1852 die Kreuzkapelle neu ein.
1921 wurden erneut Sanierungsarbeiten durchgeführt. Im Zug dieser Arbeiten wurde das hintere Fenster zugemauert. Zwei Tage vor der Firmung 1922 wurden Gedenktafeln für die Gefallenen des Ersten Weltkriegs angebracht.
2010 erfolgte eine Sanierung von Dach und Fassade.
Ebenfalls auf dem Bergplateau liegt der Ringwall Kuhardt.